# Villa Hagasund
Villa Hagasund (finska; Hakasalmen huvila) är ett lokalhistoriskt museum i Helsingfors. Villan byggdes som sommarbostad för geheimerådet och prokuratorn Carl Johan Walleen efter ritningar av den tyskfödde arkitekten Ernst Bernhard Lohrmann åren 1843–46. Den är byggd i nyklassisk stil och har en engelsk trädgård med två sidobyggnader från 1847.
Villan ligger i Främre Tölö vid Mannerheimvägen i närheten av Finlands nationalmuseum och Finlandiahuset. Den är numera i Helsingfors stads ägo. Aurora Karamzin, styvdotter till Walleen, sålde den till staden år 1896. Staden lät henne bo kvar till sin död 1902. Mellan 1906 och 1911 fanns Statens historiska museum i villans nedre våning. Helsingfors stadsmuseum övertog villan år 1911 och finns fortfarande i Villa Hagasund.
Villa Hagasund är en av de få kvarvarande Empire-villorna i Helsingfors.

## Bildgalleri

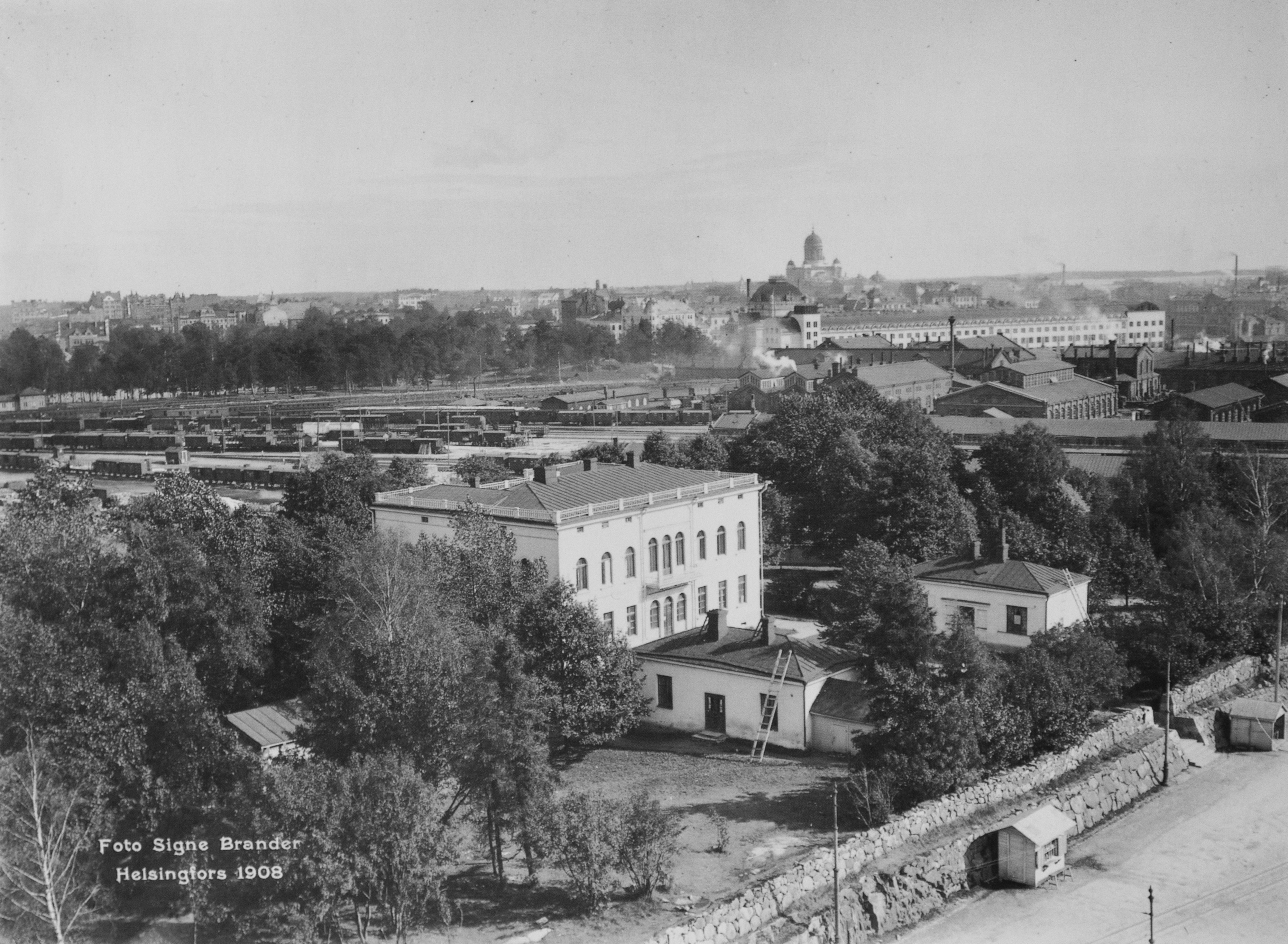
Villa Hagasund. Foto: Signe Brander, 1908
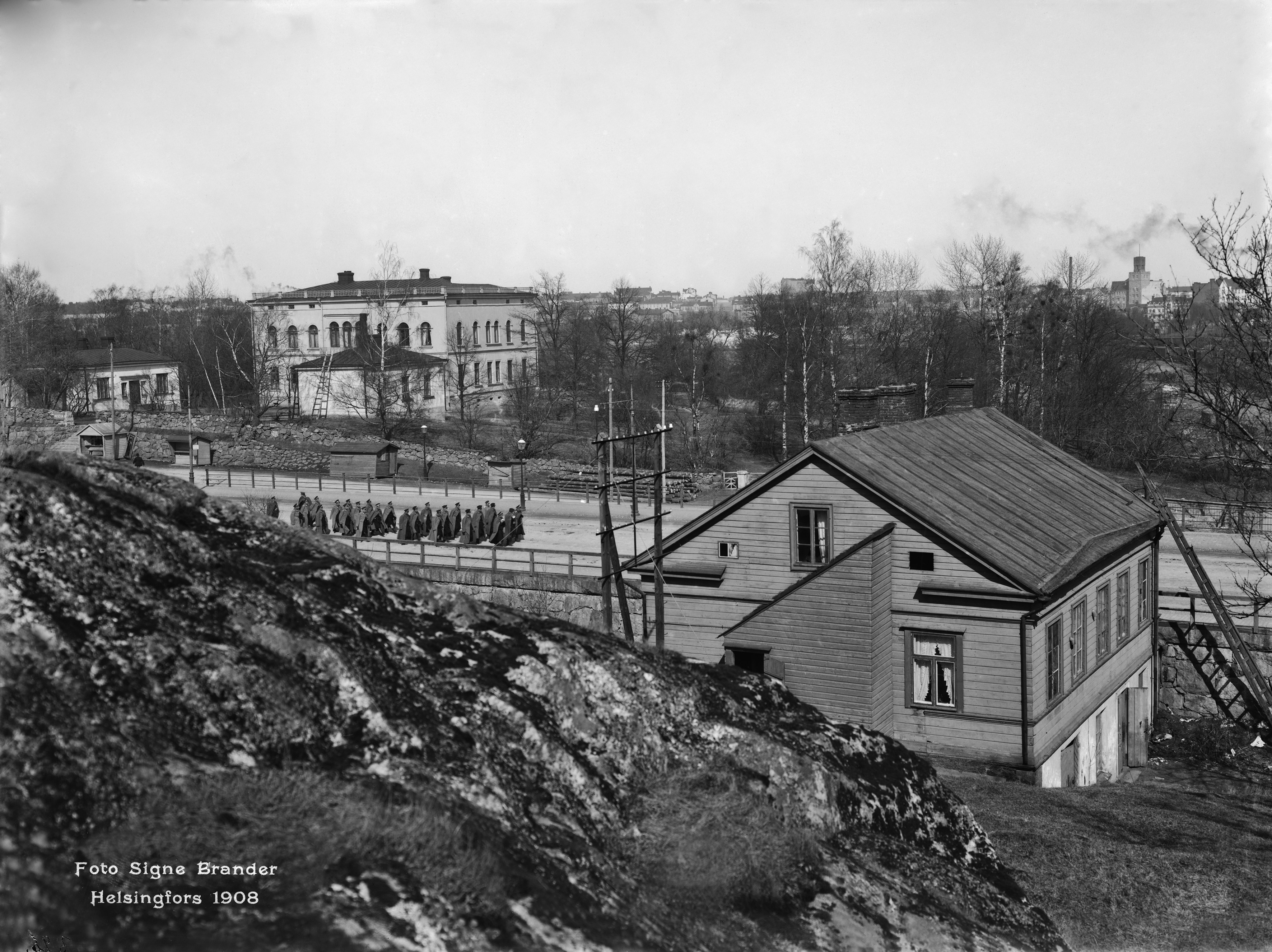
Villa Hagasund i fonden, sedd från Arkadiabacken. Foto: Signe Brander, 1908.
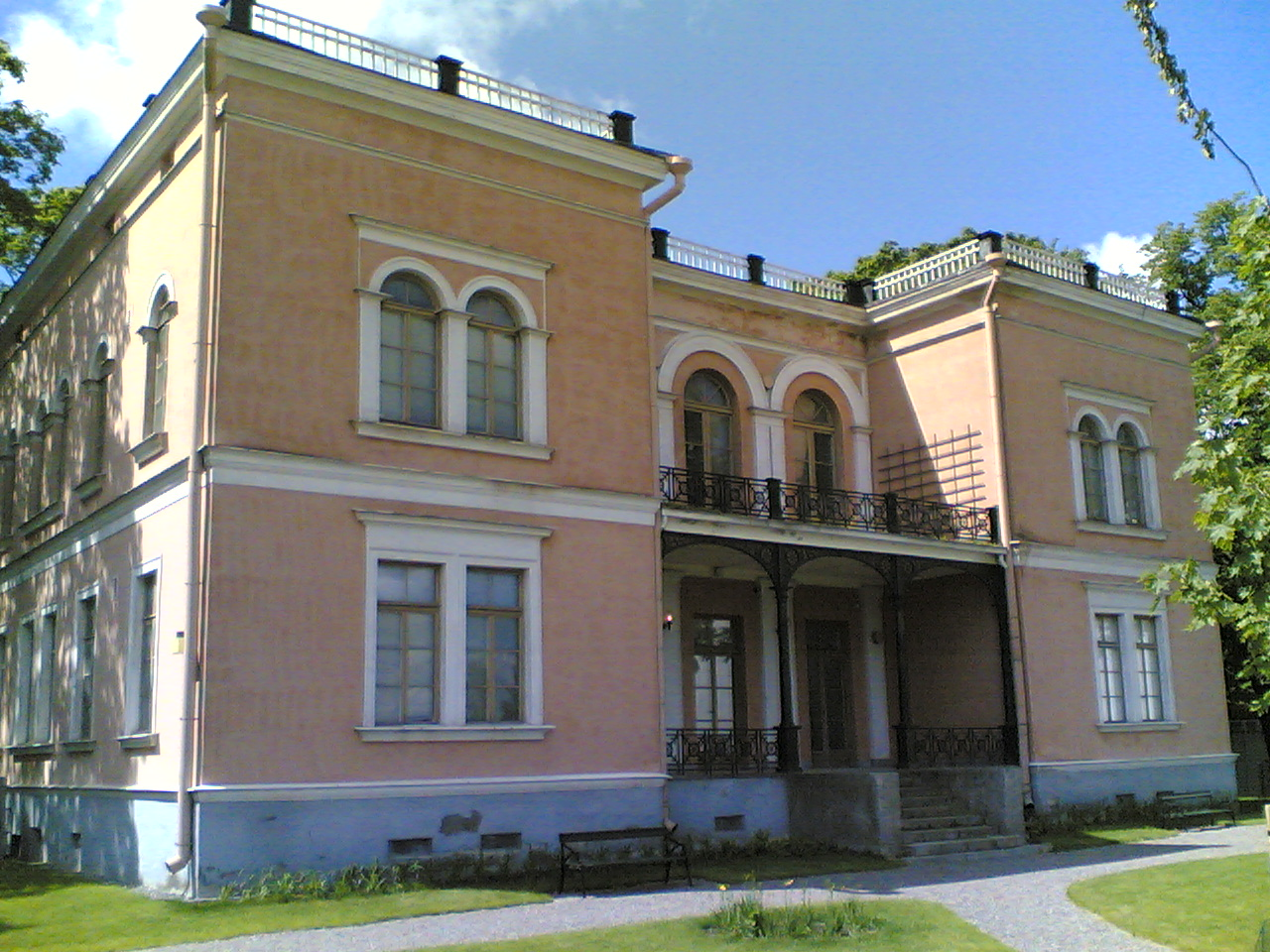
Villa Hagasund, 2012
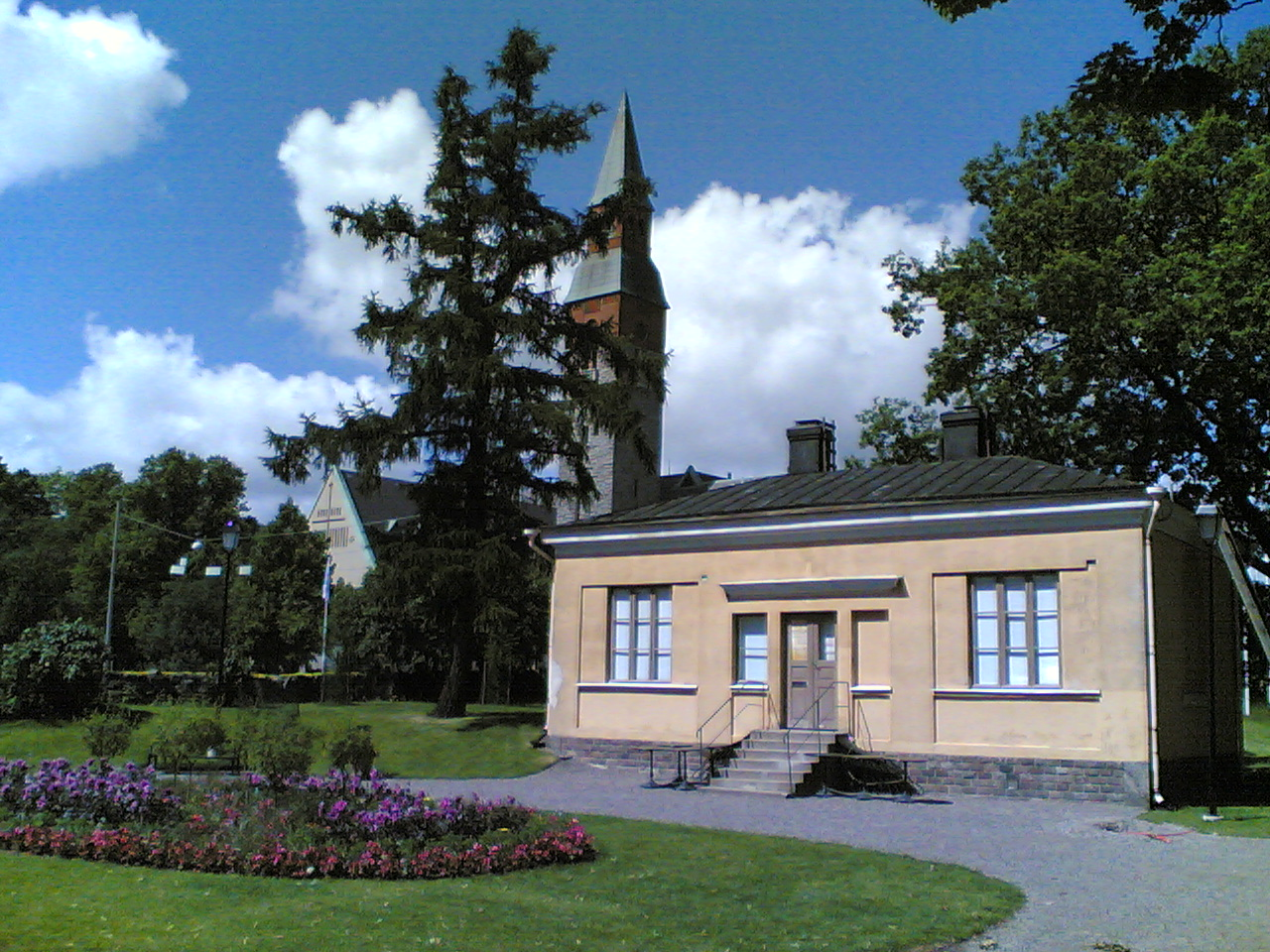
Den norra sidobyggnaden, som inrymmer ett kafé